# الحياة البرية في الجزائر
يضم التنوع النباتي للجزائرنباتات ساحلية، جبلية وأعشاب المناطق شبه الصحراوية والتي تدعم جزء كبير من الحياة البرية. كثير من مخلوقات البرية الجزائرية تعيش على مقربة من المناطق الحضرية. أكثر الحيوانات مشاهدتاً تشمل الخنزير البري، ابن آوى، و النمس المصري الذي  يتم رؤيته في الارياف وحواف المدن أحيانا، الغزلان، الفنك والجربوعيات. يوجد بالجزائر مجموعات صغيرة من النمور والفهود والتي نادرا ما تظهر.
مجموعة متنوعة من الطيور جعلت البلاد محل جذب لمراقبي الطيور. المكاك البربري هو القرد الأصلي الوحيد، الثعابين والورلان والكثير من الزواحف الأخرى التي يمكن العثور عليها رفقة قوارض المنطقة الشبه جافة بالجزائر.

## الأنواع المهددة بالانقراض والمحافظة عليها

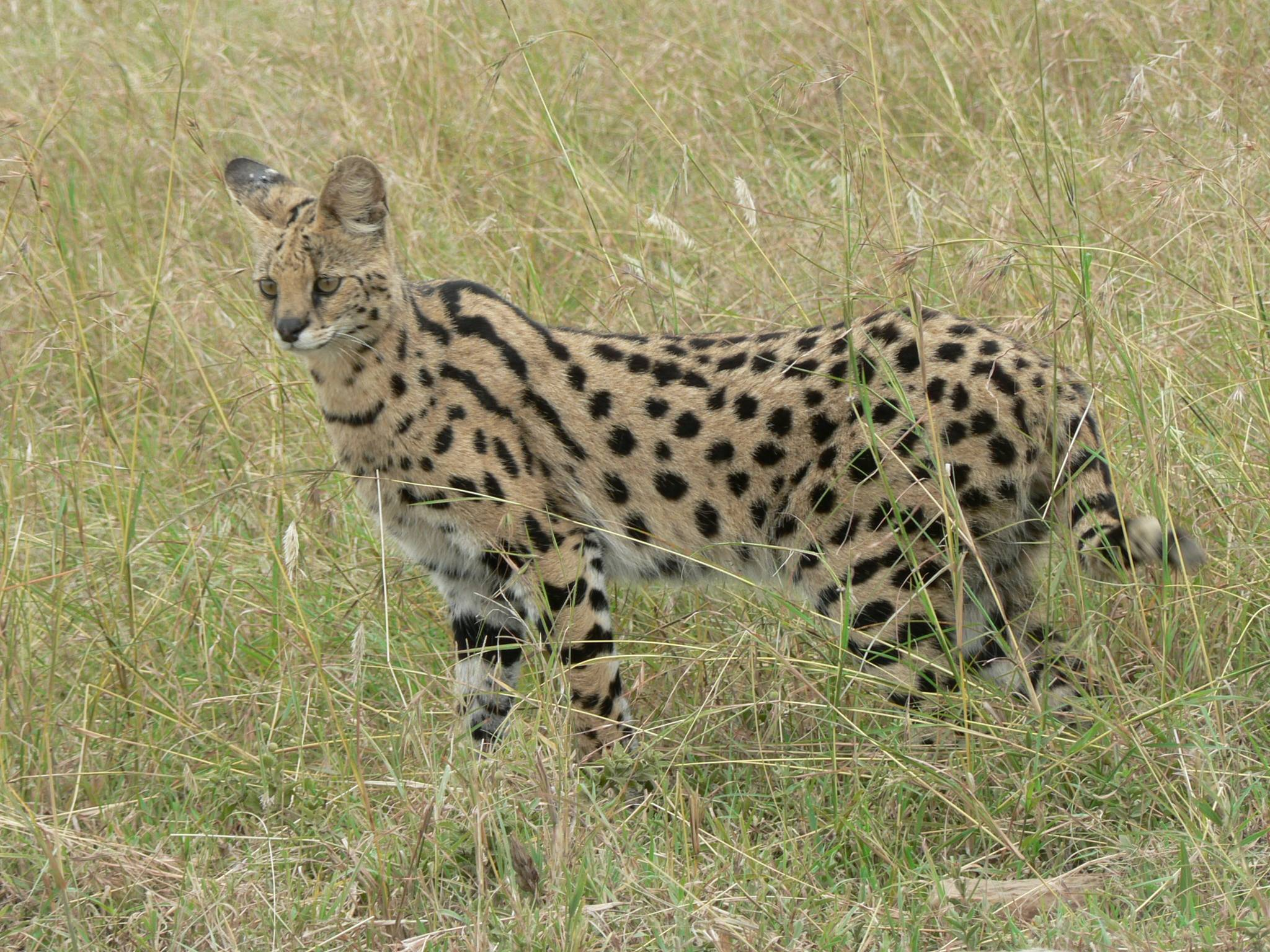
البج حيوان مهدد بالانقراض في الجزائر

الجزائر هي أيضا موطن لعدد من الأنواع المهددة بالانقراض والمحمية حاليا بموجب القانون الجزائري. الحيوان الأكثر عرضة للانقراض بالبلاد هو البج وهو حيوان صغير من القطيات أكبر من القطط المنزلية لكن أصغر من النمر. للبج أطول السيقان في عائلة القطيات ويتميز معطفه ببقع تشبه بقع النمر، عدد قليل جدا من هذه المخلوقات الأنيقة لا تزال موجودة في الأجزاء الشمالية من الجزائر، وايضا غرير العسل يعتبر مهدد بالانقراض ونادرا ما يتم رؤيته، بالإضافة إلى عناق الأرض الذي يعتبر مهددا بصفة حرجة
نوع آخر مهدد بالانقراض في الجزائر هو فقمة الراهب المتوسط هذه المخلوقات تعيش في الكهوف الصخرية على طول الساحل الجزائري وأعدادهم تتناقص بسبب الصيد الجائر والتلوث. فقمة الراهب لا تلد وفي كثير من الأحيان تلد صغير واحد فقط، وهذا ما يعني أن محاولة زيادة أعددها تكون بطيئة وصعبة.
بالإضافة إلى البج وفقمة الراهب المتوسط، الكلب البري الجزائري وبعض أنواع الخفافيش تعتبر أيضاً في طريق الانقراض.
- كبش الجبل (الأروي)
- غزال الصحراء،
- غزال دوركاس،
- الحبارى،
- ثعلب الصحراء، (الفنك)
- فهد الصحراء،
- الضبع المخططة،
- قط الرمال،

## الحيوان

### الثدييات

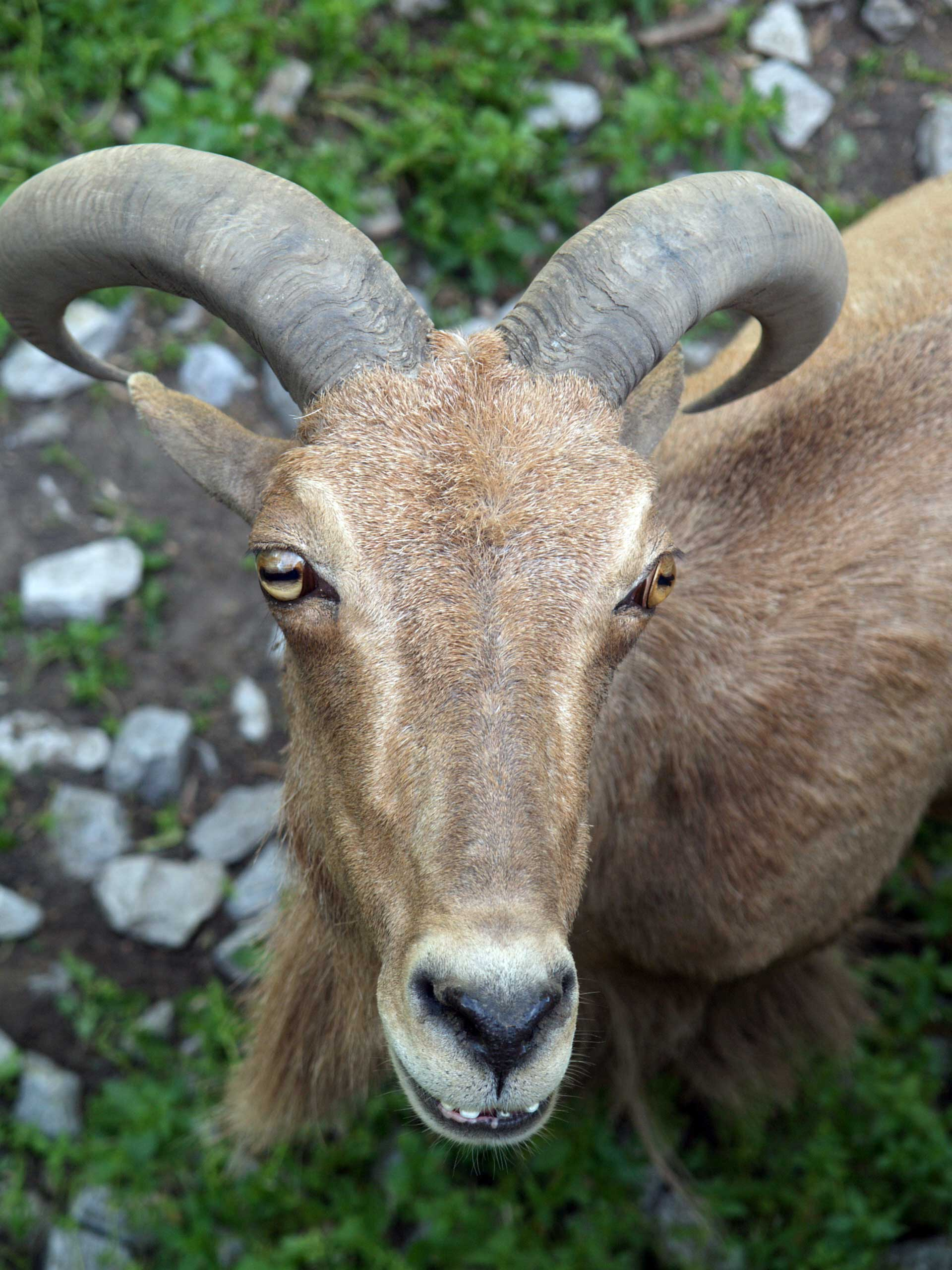
الضأن البربري

يحمي القانون في الجزائر قائمة من بعض الثدييات المهددة بالانقراض:

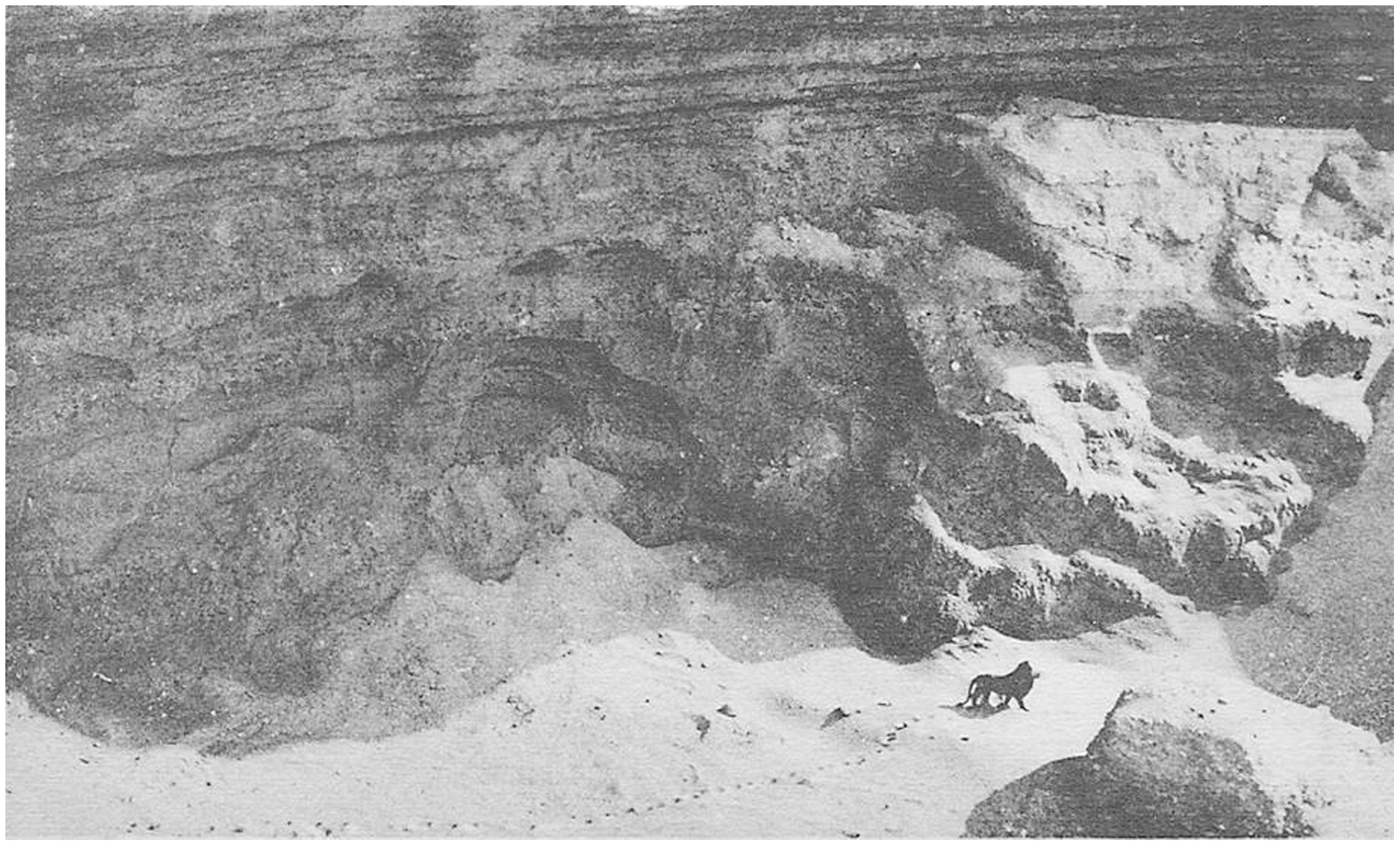
الأسد البربري المنقرض.

- الأيل البربري
- الضأن البربري
- الخنزير البري
- الوبر الصخري (بالإنجليزية: Rock Hyrax)‏
- عناق الأرض
- رباح شائع
- نمس مصري
- ابن عرس المخطط الصحراوي
- ابن عرس صغير
- قنفذ شمال إفريقيا
- غرير العسل
- الفنك
- ابن آوى الذهبي
- فهد شمال أفريقيا
- الثعلب الأحمر
- ثعلب روبل
- قط الرمال
- البج
- الضبع المخطط
- اسد بربري
- دب الأطلس
- سمندر ناري
- ابن عرس منتن أوروبي
- نمر افريقي
- ضبع مرقط
- نمر عربي
- نحام أكبر
- نمر بربري

### الطيور
يحمي القانون الجزائري قائمة بأربعة وعشرين طائراً مهدداً بالانقراض:
- زغطوط (باللاتينية: Columba oenas)
- ضوعة ذات الطوق الأشقر (باللاتينية: Caprimulgus ruficollis)

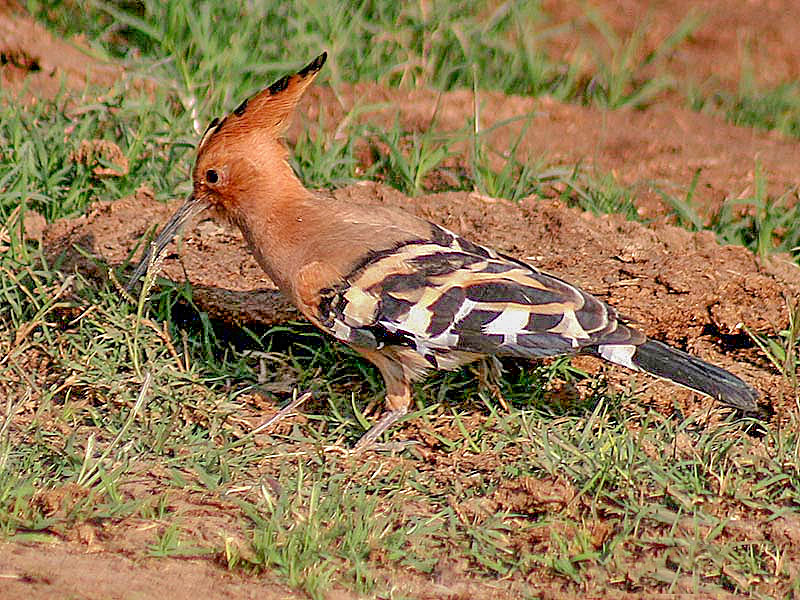
الهدهد

- سمام ذات ذات القطن الأبيض (باللاتينية: Apus affinis)
- مخبط الماء (باللاتينية: Alcedo atthis)
- هدهد (باللاتينية: Upupa epops)
- يمون أوروبا (باللاتينية: Merops apiaster)
- الوروار (باللاتينية: Coracias garrulus)
- القراع أو الشقراق (باللاتينية: Picus viridis)
- الحداية الحمراء (باللاتينية: Milvus milvus)
- النسر في مكان سياحي في شمال الجزائرنسر ملتحي أو بولحية (باللاتينية: Gypaetus barbatus)
- شماط أو نسر البحري (باللاتينية: Pandion haliaetus)
- رخمة مصرية (باللاتينية: Neophron percnopterus)

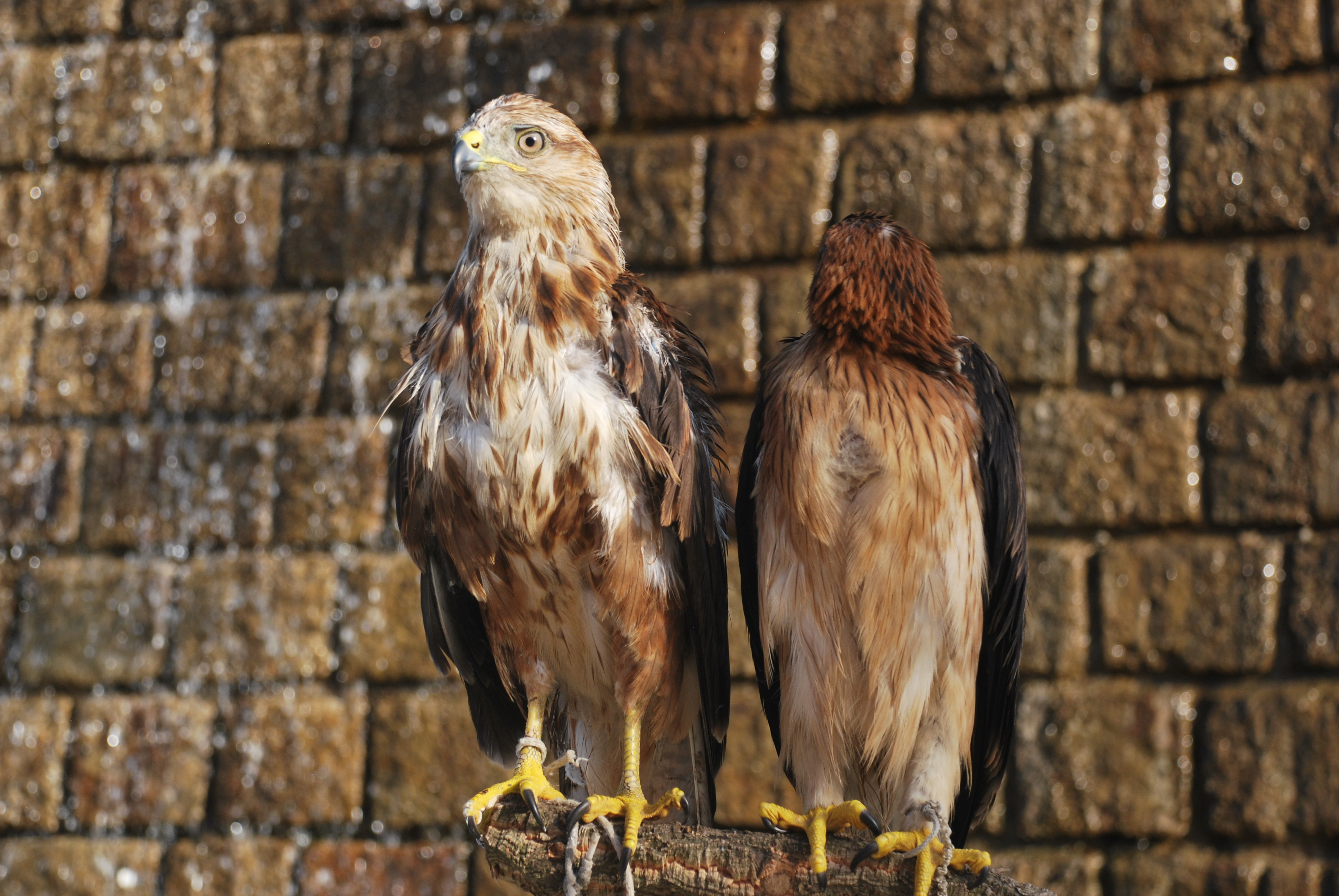
النسر في مكان سياحي في شمال الجزائر

- عقاب طويل الساق، الصقر طويل الأرجل أو السقاوة (باللاتينية: Buteo rufinus)
- الباشق أو باشق العصافير (باللاتينية: Accipiter nisus)
- أبو شودة (باللاتينية: Circus pygargus)
- الشاهين أو الصقر الجوّال (باللاتينية: Falco peregrinus)
- البومة النسارية أو البرور (باللاتينية: Bubo bubo)حسون أوراسي
- البومة السمراء (باللاتينية: Strix aluco)
- كاسر الجوز القبائلي (باللاتينية: Sitta ledanti)
- الدنكلة أو الجنقلة (باللاتينية: Cinclus cinclus)
- الغراب الأعصم (باللاتينية: Pyrrhocorax pyrrhocorax)
- الحسون أو المقنين (باللاتينية: Carduelis carduelis)

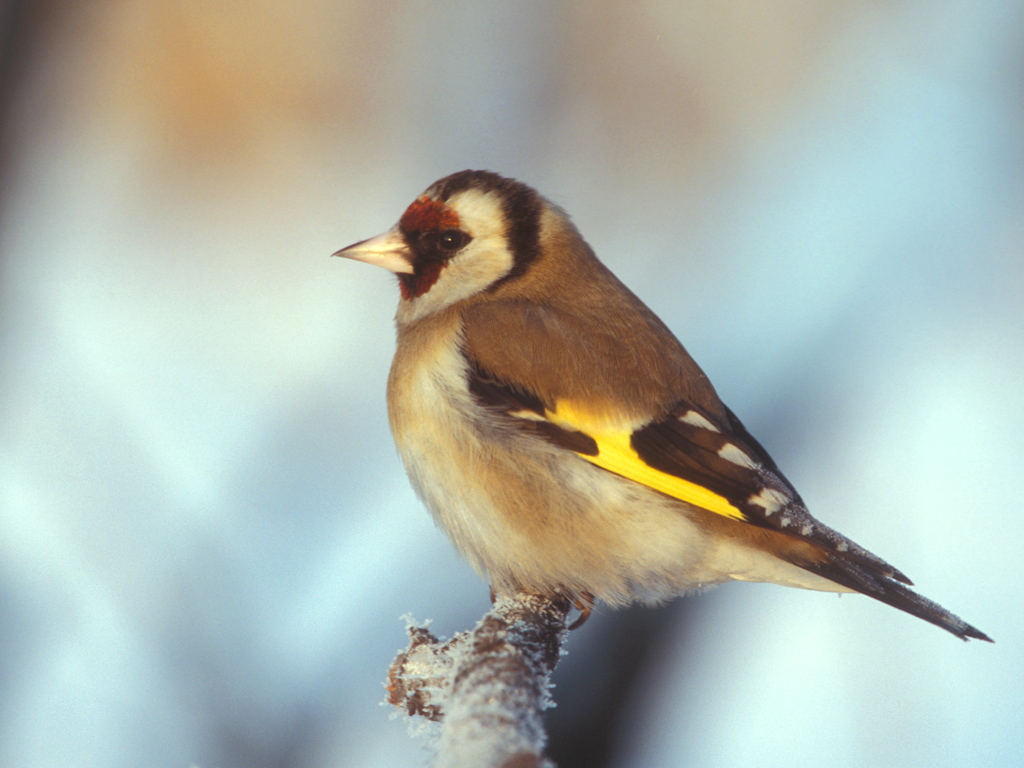
حسون أوراسي

- البسبوس الأوروبي أو بوصفاير (باللاتينية: Serinus serinus)
- بلبل الشعير (باللاتينية: Emberiza hortulana)

## الثعابين
- ثعبان حدوة الحصان وهو ثعبان غير سام
- المجلجلة وهي أفاعي صحراوية صفراء اللون وهي مهددة بالانقراض.
- الحنش وهي الأفاعي الأكثر شهرة في الجزائر يتعرض العشرات للدغاتها خلال الصيف يمكن التعرف عليها من خلال لونها الأصفر المخطط بالأبيض والأسود والبني.
- الأسود الخبيث أو البثن وهو من أخطر الأفاعي في العالم.
- الحنش الأصغر وهي أصغر من الحنش العادي إذ لا يزيد طولها عن 12سم.

## السحالي
- أبو بريص أو الوزغ: من أشهر السحالي تتمتع بقدرتها على الالتصاق بالحائط بكل سهولة كما تتميز بقدرتها على خلع ديلها ادا تعرضت للخطر.
- سمك الصحراء وهي سحلية توجد في الجزائر فقط في منطقة واد سوف.
- الحرباء سحلية قادرة على تغيير لونها.
- السلاحف وهي غنية عن التعريف.
- الضب وهي سحالي صحراوية مهددة بالانقراض بشكل كبير.
- التمساح البربري وهو نوع من التماسيح يعيش فقط في الجزائر
- الورل الصحراوي
- الورل النيلي

## النبات
- التين الشوكي وهو نبات شائك يعيش في المناطق الحارة في الصحراء والمناطق الساحلية، تلقى ثمارها اقبالا كبيرا مع بداية شهر ماي وينتهي موسمها مع نهاية الشهر.
- الصبار وهو نبات شائك يستعمل في أغلب الأحيان كنبات زينة منها المستوطونة ومنها المستوردة من الخارج.
- السرخس وهو نبات يعيش في الغابات بين فروع الاشجار يتميز بالأوراق الطويلة الشبيهة بالبقدونس.
- الفطريات وهي نباتات عديمة الأوراق والجذور تعيش في المناطق الرطبة والمظلمة في جذوع الأشجار وبين الصخور.

## الأشجار
- وتضم الأشجار المثمرة كالصنوبر والبلوط وتوت العليق وكلها أشجار برية.
- الأشجار الغير مثمرة كالبلح والكينا (الاوكاليبتوس) وهي أيضا أشجار برية.
- الأشجار المتسلقة كالعنب الأسود والأخضر.

## ما قبل التاريخ

### الثدييات
- باسيلوسورس.
- دوريودون.
- هاينودون.
- ستيغودون.

## الديناصورات
| - براكيوصور. - نايجرصورص. - كاركارودونتوسوريس. - سبينوصور. - فوسفاتدراكو. - ازيندوصورص. - ريباتشصورص. - اورانوصورص. - إيجيبتوصور. - بحرية صور. - دلتادروميوس. | - اركتوبص. - افروفيناتور. - ألوصور. - أطلسوريس. - بربروصورص. - سيراتوصور. - شابصورص. - كريستاتوصورص. - درايوصور. - إيلافروصورص. - الرحازوصورص. | - إيوكارشاريا. - إينوصورص. - جوباريا. - كريبتوبس. - باراليتيتان. - روغوبس. - سيغيلماساصورص. - سبينوفوروصورص. - سبينوستروفيوس. - تازوداصورص. - ميغالوصور. |

## محميات وحظائر وطنية

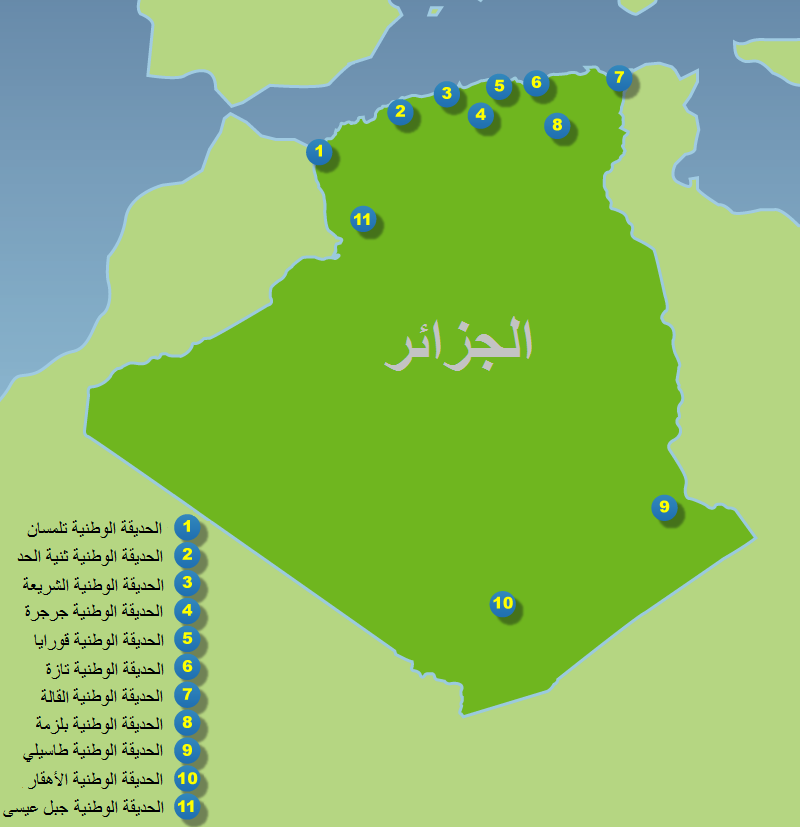
مناطق المحميات والحظائر الجزائرية

تضم الجزائر محميات وحظائر وطنية كثيرة جدا ومتنوعة بالنظر للمساحة الشاسعة للبلاد من بين هذه المواقع الطبيعية توجد إلى حد الآن 10 محميات طبيعية تنتمي إلى التراث الطبيعي العالمي المحمي دوليا من طرف منظمة اليونيسكو (كما تبقى مجموعة معتبرة من الحظائر الوطنية مرشحة لتصبح محميات عالمية)، وقد تم تصنيف هذه المواقع نظرا لاستيفائها مجموعة من الشروط كتوفر نظام بيئي مميز عن المناطق المجاورة _ تواجد عدد معين من الكائنات النادرة _ تنوع الغطاء النباتي أو البنيات الجيولوجية بالنسبة للمناطق الصحراوية وغيرها.

## وصلات خارجية
- وزارة البيئة والطاقات المتجددة الجزائرية